# Les Coteaux
Pour les articles homonymes, voir Les Coteaux (homonymie).
Les Coteaux est une municipalité située dans la municipalité régionale de comté (MRC) de Vaudreuil-Soulanges au Québec (Canada), située en Montérégie,. La municipalité résulte de la fusion en 1994, des anciennes municipalités de Coteau-Station, au nord de l'autoroute 20, et de Coteau-Landing, au sud de celle-ci. On trouve à Coteau-Station une gare de Via Rail Canada sur la ligne Ottawa-Montréal.

## Histoire
En Nouvelle-France, dans la seigneurie de Nouvelle-Longueuil, le site au pied du coteau est connu comme l'Anse-aux-Batteaux en la Côte de Longueuil. À la fin du XVIIe siècle, un relais pour voyageurs et coureurs des bois est érigé à l'Anse-aux-Batteaux en la Côte de Longueuil. Les premiers colons s'installent vers 1771. Vers 1815, l'endroit est désigné par les militaires installés à Coteau-du-Lac et par les commerçants anglais comme Coteau-Landing - Landing signifiant débarcadère en anglais. Le bureau de poste local ouvre en 1847 sous le nom de Coteau-Landing. En 1853, la municipalité de Coteau-Landing est créée. En 1855, le comté de Soulanges est institué et Coteau-Landing en devient le chef-lieu. À l'époque, un bateau assure la liaison entre Coteau-Landing et Salaberry-de-Valleyfield.
La partie nord de la municipalité actuelle des Coteaux relève du comté de Vaudreuil entre 1830 et 1853. Ensuite, avec la constitution des municipalités en 1855, ce territoire relève de l'administration de la municipalité de Saint-Polycarpe, laquelle fait partie du comté de Soulanges. En 1887 au Québec, la municipalité de La Station-du-Coteau est créée. Elle est souvent appelée, dans l'usage populaire, Coteau-Jonction ou Coteau-Station. En 1905, le chemin de fer du Grand Tronc y aménage la gare de Coteau. Le village est longtemps un centre important de réparation d'équipements ferroviaires. En 1984, la municipalité change son appellation officielle pour Coteau-Station, suivant l'usage.
En 1994, la municipalité des Coteaux est constituée par la fusion des municipalités de Coteau-Landing et de Coteau-Station.

## Géographie
La municipalité des Coteaux longe le lac Saint-François, à quelques kilomètres de Salaberry-de-Valleyfield, sur l'autre rive. Elle est entourée par les municipalités de Saint-Zotique à l'ouest, Saint-Polycarpe au nord-ouest et Coteau-du-Lac à l'est. Sa superficie totale est de 14,50 km2 dont 11,60 km2 sont terrestres et 2,90 km2 en eau. Le territoire est arrosé par la rivière Delisle et le canal de Soulanges.

## Démographie
| 1986  | 1991  | 1996  | 2001  | 2006  | 2011  | 2016  | 2021  |
| ----- | ----- | ----- | ----- | ----- | ----- | ----- | ----- |
| 2 290 | 2 613 | 2 843 | 3 010 | 3 764 | 4 568 | 5 368 | 5 643 |

## Administration
Le logotype de la municipalité comporte plusieurs éléments : le rail gris pâle rappelle le chemin de fer traversant la municipalité, le bollard noir signifie le quai, le bleu représente le lac Saint-François, le voilier d'argent rappelle les bateaux faisant halte entre Montréal et les Grands Lacs, la bande verte traduit le territoire agricole, le cercle orangé dépeint le soleil couchant, les deux goélands argentés symbolisent les deux anciennes municipalités.
Les citoyens des Coteaux élisent le maire et les six conseillers municipaux à date fixe tous les quatre ans, suivant un découpage en districts. Réal Boisvert est maire depuis la constitution de la municipalité en 1994 jusqu'à son retrait en 2013. Son objectif a été de faire des Coteaux une municipalité où l’on serait heureux de vivre et de fonder une famille. À l'élection municipale de 2013, Denise Godin Dostie lui succède avec 48,8 % des voix dans une lutte à trois et avec un taux de participation de 42,9 %.
|            | 2009-2013              | 2013-2017              | 2017-2021              | 2021-2025          |
| Maire      | Réal Boisvert          | Denise Godin-Dostie    | Denise Godin-Dostie    | Sylvain Brazeau    |
| District 1 | Claude Lepage          | Claude Lepage          | Myriam Sauvé           | Myriam Sauvé       |
| District 2 | Sylvain Brazeau        | Michel Marin           | Dominic Léger          | Claude Lepage      |
| District 3 | Denise Godin-Dostie    | François Deschamps     | François Deschamps     | François Deschamps |
| District 4 | Sylvie Joly            | Sylvie Joly            | Michel Joly            | Michel Joly        |
| District 5 | Martin Chartrand       | Martin Chartrand       | Sylvain Brazeau        | Véronique Lefebvre |
| District 6 | Jocelyne Bishop-Ménard | Jocelyne Bishop-Ménard | Jocelyne Bishop-Ménard | Josée Grenier      |

| Les Coteaux Maires depuis 2001                                                                                       |                     |         |          |
| Élection | Maire               | Qualité | Résultat |
| 2001 | Réal Boisvert       |         | Voir     |
| 2005 | Réal Boisvert       | Voir    |          |
| 2009 | Réal Boisvert       | Voir    |          |
| 2013 | Denise Godin-Dostie |         | Voir     |
| 2017 | Denise Godin-Dostie | Voir    |          |
| 2021 | Sylvain Brazeau     |         | Voir     |
| Élection partielle en italique Depuis 2005, les élections sont simultanées dans toutes les municipalités québécoises |                     |         |          |

La municipalité diffuse de l'information aux citoyens par le biais du journal Le Rassembleur.
La municipalité des Coteaux fait partie de la MRC de Vaudreuil-Soulanges. Sur le plan de la représentation parlementaire, la population locale est comprise dans la circonscription québécoise de Soulanges et dans la circonscription fédérale de Vaudreuil-Soulanges.

## Urbanisme
La municipalité compte deux communautaires, sept parcs, terrains de jeux et espaces verts, trois patinoires extérieures, deux terrains de balle, une piscine estivale, deux terrains de tennis, un camping municipal, une piste cyclable reliée au réseau local et régional et un quai municipal. La municipalité possède un parc industriel ainsi qu'une école primaire.

## Économie
L’activité économique comprend le commerce de détail et les services aux particuliers, de même que le parc industriel.

## Éducation
Le centre de services scolaire des Trois-Lacs administre les écoles francophones desservant la municipalité. Les jeunes du primaire fréquentent l'école Léopold-Carrière, située sur le territoire municipal, tandis que les jeunes du secondaire fréquentent les écoles secondaires des Navigateurs et Soulanges, basées respectivement à Saint-Zotique et Saint-Polycarpe.
La commission scolaire Lester-B.-Pearson administre les écoles anglophones:
- l'école primaire Soulanges à Saint-Télesphore, l'école primaire Evergreen et l'école primaire Forest Hill (pavillons junior et senior) à Saint-Lazare desservent le territoire municipal[17].

## Société
Dans le cadre de sa politique familiale, la municipalité des Coteaux vise à accroître la mobilité des aînés et à diversifier l'habitation et les espaces. Les principales actions planifiées sont l'aménagement des parcs publics, l'amélioration de la sécurité sur la route 338, l'installation de commerces de proximité et de jardins communautaires, ainsi que l'augmentation des logements sociaux et abordables.